# 春桜亭円紫
春桜亭 円紫（しゅんおうてい えんし）は、北村薫の推理小説「円紫さんと私シリーズ」に登場する架空の落語家の名跡、および架空の人物。本名は初代が木村吉助（きちすけ）、2代目が須磨藤造（とうぞう）、3代目が浦辺菊二、4代目は空席、当代は5代目になる。
名跡の由来は、女と見まがうような美少年であった初代が、当時の名人橘家円喬（年代から4代目であると推定される）宅に居候したことで、居候の異名である「権八」の恋人「小紫」で「橘家小紫」を名乗り、その後「円喬」から一文字もらって「円紫」とした。また亭号は、当時三遊派とライバル関係にあった柳派の柳亭燕枝（こちらも同じ理由から初代のことと思われる）に対抗する意味でつけられた。
なお本項では、特に5代目春桜亭円紫について述べる。また特に記述のない場合、以降の「春桜亭円紫」「円紫」は、5代目を指すものとする。

## 1〜3(4)代目
初代＝木村吉助は明治の人で、子供の頃から高座に上がり、その容貌の美しさとも相まって人気者となったが、それに溺れることはなかった。芸人であった父が死に、行き場に困っていたところを前述の円喬に拾われ、数ヶ月をそこで過ごす。鋭角的で切れ味のいい芸風で、『鰍沢』のお熊などが特に得意だったという。
初代の死後、少し間が空いた後に襲名した2代目＝須磨藤造は、おとなしい芸風。3代目＝浦辺菊二も「逆らわない芸」といわれ『百年目』などを得意とし、人格者であったらしく「それが噺に、にじみ出て来る」と、直弟子である5代目は語っている（出典：『空飛ぶ馬』所収「砂糖合戦」）。
しかし、紫（後の5代目円紫）の真打ち昇進・紫襲名披露の楽屋において3代目が倒れ急死。3代目は当時46歳であり、円紫の名跡に早世の色が付くことを気遣い（また、4を嫌ったともされる）、居合わせた協会顧問に紫が円紫の名を継ぐときは4代目をとばして5代目春桜亭円紫としてほしいと頼んだ。こうして、円紫の4代目は空席となっている。

## 5代目
5代目春桜亭円紫は、架空の落語家・探偵。東京都上野出身、中野在住。年齢は初登場の作品集『空飛ぶ馬』中に「四十をわずかに前にしている」とある。一児（同作品集内に、7歳・小学1年生の女の子であるという記述あり）の父であり、子煩悩であるとされる。童顔だが細面、そして色白の顔は、作品中でよく雛人形に例えられる。シリーズの語り手兼主人公である「私」の大学の先輩にあたる。

### 経歴
小学4、5年生の頃、学校に行くのが嫌になり（それでも登校はしていたようだが）、金を貯めては寄席に行くという生活を送っていた。落語家になることを決意したのは中学3年生の春、先代円紫の『百年目』を上野の鈴本演芸場で聞き涙が出るほど感動し、弟子入りを決意する。高校生の時に弟子入りして紫朗の名をもらい、学生時代に小紫（学業との両立も先代に許された）。その後紫で真打ちに昇進し、前述の過程を経て5代目を襲名する。

### 落語関係
暖かい芸風。シリーズを通した語り手である「私」をして「居心地がいい」と言わしめる。作品中で演じたのは 『夢の酒』『百人坊主』『六尺棒』など主に古典落語であるが、それぞれの噺には多くの場合、独自の解釈が加えられている。出囃子は決まって「外記猿」。
現時点で作品中に登場している弟子は、整った容貌で若い層にも人気がある真打ちの紫、元郵便配達員で前座の遊紫の2人。
第2短編集『夜の蟬』の年の6月から12本組の『春桜亭円紫独演会』という撰集を出版し、また第3短編集の『朝霧』ではみさき書房から「落語に関する本」の執筆を依頼されている。

### 名探偵
探偵としての円紫はいわゆる神のごとき名探偵に分類され、その推理は作品中での真実とほぼイコールで結ばれる。主な推理の対象は日常の謎であるが、多くの場合、主人公「私」から事件の概要を聞いただけで真相を言い当てる。
かなりの博覧強記とされる。また、学生時代には、持ち込み禁止の筈のテストに一語一句違わぬ引用を多用し、後に円紫と「私」の出会いのきっかけを作ることとなる近世文学の加茂教授を驚かせるなどしていた。

### モデル
モデルについては、穏やかな芸風から春風亭柳枝が有力である等、様々に言われてきたが、下に示す参考文献によると特定のモデルはいないらしい。

### 登場する作品
- 空飛ぶ馬（東京創元社、1989年3月15日、ISBN 978-4488023164・創元推理文庫、1994年4月1日、ISBN 978-4488413019）
  - 著者のデビュー作でもある。第1短編集。
  - 所収作品：織部の霊/砂糖合戦/胡桃の中の鳥/赤頭巾/空飛ぶ馬
- 夜の蟬（東京創元社、1990年1月20日、ISBN 4-488-01233-7・創元推理文庫、1996年2月16日、ISBN 978-4488413026・双葉文庫、2005年6月14日、ISBN 4-575-65864-2）
  - 第2短編集。第44回日本推理作家協会賞短編および連作短編集部門受賞。
  - 所収作品：朧夜の底/六月の花嫁/夜の蟬
- 秋の花（東京創元社、1991年2月10日、ISBN 4-488-01243-4・創元推理文庫、1997年2月21日、ISBN 978-4488413033）
  - 初の長編作品。著者の覆面作家時代最後の作品でもある。
- 六の宮の姫君（東京創元社、1992年4月20日、ISBN 4-488-01259-0・創元推理文庫、1999年6月25日、ISBN 978-4-488-41304-0）
  - 第2長編。芥川龍之介の同名の短編の創作の意図を探る文学ミステリとも言われる作品。第14回吉川英治文学新人賞候補作。米澤穂信はこれに影響されて、デビュー作『氷菓』を書いたと語っている。
- 朝霧（東京創元社、1998年4月20日、ISBN 4-488-01280-9・創元推理文庫、2004年4月9日、ISBN 978-4-488-41305-7）
  - 第3短編集。主人公「私」が大学を卒業し、社会人となる。物語は次作につながる形で幕を下ろしてはいるが、後に北村薫は、このシリーズの続編を書くつもりがないことを明らかにしている。
  - 所収作品：山眠る/走り来るもの/朝霧

- 白い朝 - 短編。1990年12月20日、『鮎川哲也と十三の謎 '90』（東京創元社、ISBN 9784488023256）誌上に発表。他に『紙魚家崩壊-九つの謎』（短編集、講談社、2006年、ISBN 978-4062133661）・『日本ベストミステリー「珠玉編」上』（日本推理作家協会-編、光文社、1992年、ISBN 978-4334029890）・『悪夢のマーケット』（光文社文庫、1996年、ISBN 978-4334721947）などに所収（本作を「円紫シリーズ」となる前の作品ではないか、とする説[1]があるため、登場作とする）。

- 吹雪の山荘〜赤い死の影の下に（東京創元社、2008年、ISBN 978-4488012175） – 東京創元社の推理小説雑誌『ミステリーズ!』のVol.05からVol.11に『仮題・吹雪の山荘、首なし屍体』として連載されたリレー小説。参加した作家は、笠井潔・岩崎正吾・北村薫・若竹七海・法月綸太郎・巽昌章の6名で、うち法月は2回分を担当した。